# Marlow (motorfiets)
Marlow is een historisch motorfietsmerk.
Marlow Motorcycles, Warwick (1920-1922).
Engels merk dat gemakkelijk wordt verward met Marloe. Marlows belangrijkste model had een 269 cc Villiers-blok, maar op bestelling konden ook 346- en 490 cc JAP-motoren ingebouwd worden.